# Parafia Matki Bożej Nieustającej Pomocy w Łodzi
Parafia Matki Bożej Nieustającej Pomocy w Łodzi – parafia rzymskokatolicka w dekanacie aleksandrowskim, w archidiecezji łódzkiej.

## Historia
Parafia została erygowana 5 lipca 1948 roku przez bp. Michała Klepacza.
Kościół parafialny został wybudowany w latach 1925–1926 według projektu arch. Józefa Kabana, w stylu neoklasycznym. Został  konsekrowany 18 kwietnia 1927 przez bp. Wincentego Tymienieckiego.
Plebanię wybudowano w latach 1957–1958, a rozbudowano w latach 1981–1982. Jest to budynek murowany, jednopiętrowy. 

## Proboszczowie
- ks. Józef Pryc 1948–195
- ks. Jan Kabziński 1955–1960
- ks. Julian Dratwa 1960–1967
- ks. Tadeusz Kowalczyk 1967–1968
- ks. Zdzisław Czosnykowski 1968–1971
- ks. Stanisław Gawroński 1971–1985
- ks. Andrzej Dąbrowski 1985–1990
- ks. Józef Caruk 1990-2010
- ks. Jan Ledziński 2010-2015
- ks. Ryszard Szmist 2015–2024[1]
- ks. Jarosław Magierski od 2024[1]

## Grupy parafialne
- ministranci i lektorzy
- asysta parafialna
- rada parafialna
- schola
- przygotowanie do sakramentu bierzmowania
- przygotowanie do I Komunii Świętej

## Miejsca kultu
- kościół Matki Bożej Nieustającej Pomocy w Łodzi
- kaplica pw. MB Nieustającej Pomocy, na cmentarzu grzebalnym, ul. Szczecińska 100
- kaplica w Domu Pomocy Społecznej dla Dzieci, ul. Spadkowa 4/6
- kaplica w Domu Zakonnym Sióstr Świętej Rodziny z Bordeaux, ul. Hektarowa 15a